# Daichi Kamada
Daichi Kamada (鎌田 大地, 5 d'agost de 1996) és un futbolista japonès.

## Selecció del Japó
Va debutar amb la selecció del Japó el 2019. Va disputar 4 partits amb la selecció del Japó.

## Estadístiques
| Selecció del Japó | Selecció del Japó | Selecció del Japó |
| Anys              | Partits           | Gols              |
| ----------------- | ----------------- | ----------------- |
| 2019              | 4                 | 1                 |
| Total             | 4                 | 1                 |